# Мости Преображенського
Мости Преображенського — два мости через річку Дніпро в місті Запоріжжі. Будівництво було розпочато навесні 1949 року і завершене у 1952 році. Офіційне відкриття відбулося 31 грудня 1952 року. Через відсутність високотехнічної сталі у післявоєнні роки мости були побудовані з монолітного залізобетона. Мости названі на честь розробника «Трансмістпроєкт» інженера Бориса Преображенського. Через мости проходить залізниця та автомагістраль, що з'єднує Хортицький район із центром міста.
Балансоутримувач мостів — структурний підрозділ «Хортицька дистанція колії» регіональної філії «Придніпровська залізниця» ПрАТ «Укрзалізниця».

## Історія
3 січня 1944 року в Запоріжжі розпочалося будівництво тимчасових післявоєнних мостів. Відразу після вигнання німців з території Хортиці і правого берега, почалося спорудження тимчасових мостових переходів, які дозволили б на час відновлення основних мостів налагодити залізничне сполучення Запоріжжя з Нікополем.
На лівому, правому березі і на острові Хортиця була споруджена насип, прокладено 14 км залізничної колії, а через обидва русла Дніпра побудовані тимчасові мости загальною довжиною 1886 м. Перед початком будівництва саперами було знешкоджено 10 тисяч мін.
Будівництво насипу на острові Хортиця здійснювалося вручну. Південна частина дамби з'єднувалася з дерев'яним мостом через плавневі протоки і Дніпро, довжина цього моста склала 1330 метрів. Цей міст щодня виростав на 30 метрів в довжину. Одних тільки паль тут було вбито понад 1500 штук. Опори тимчасового моста були виготовлені з просочених спеціальним складом шпал і колод. На них кріпилися дерев'яні ж ферми, зверху укладався настил з балок і прокладалися залізничні колії.
Другий міст, що з'єднував західну частину насипу на острові Хортиця з правим берегом, мав довжину 556 метрів, і був побудований всього за 12 днів.
Будівництво моста через Новий Дніпро було закінчено 20 лютого 1944 року, а 23 лютого 1944 року по всьому обходу і обом мостам урочисто пропустили перший потяг.
Ці мости прослужили майже 9 років. Їх розібрали в грудні 1952 року — тільки тоді, коли над Дніпром з'явилися капітальні мости Преображенського.

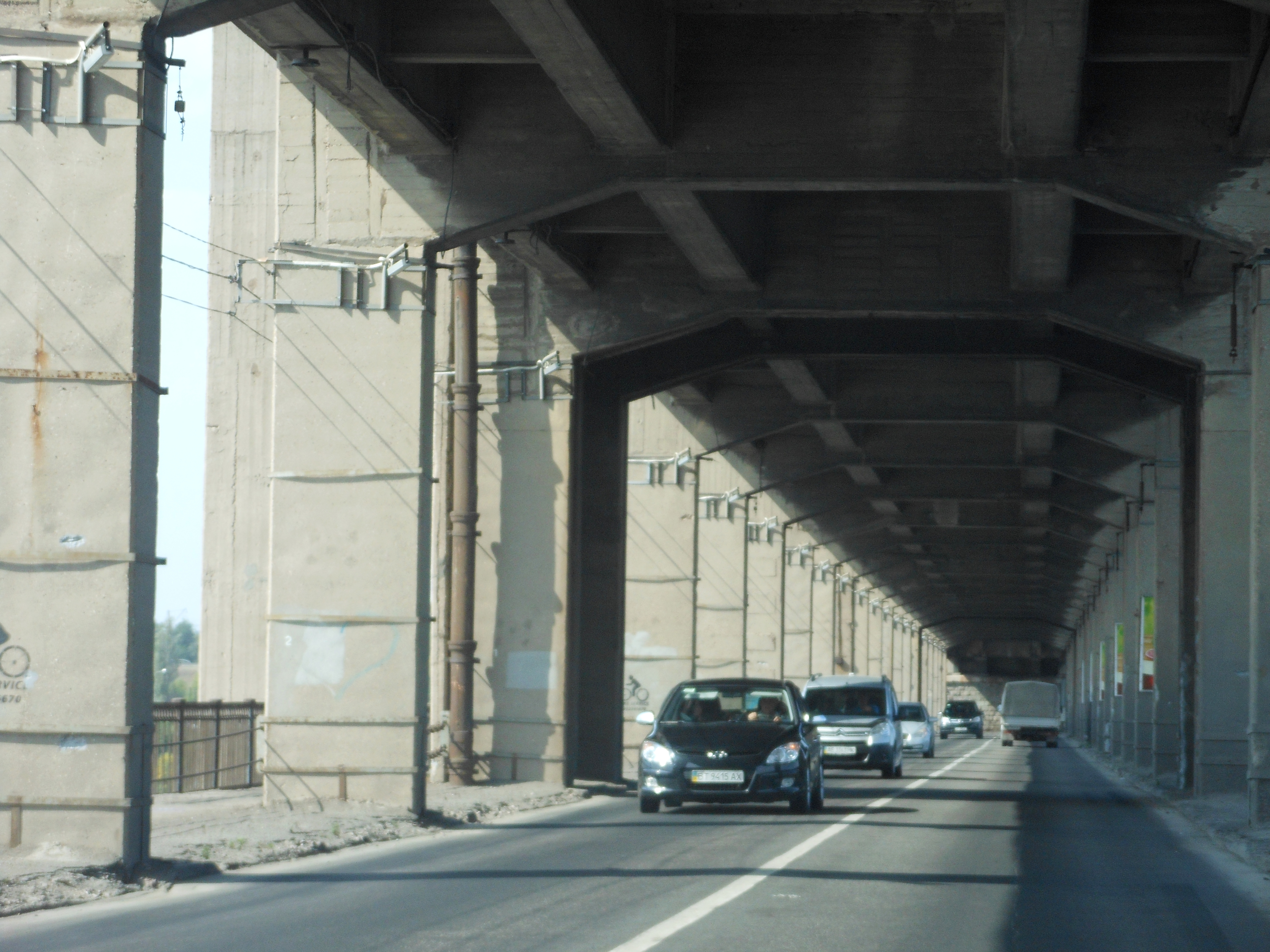
І міст Преображенського через Дніпро
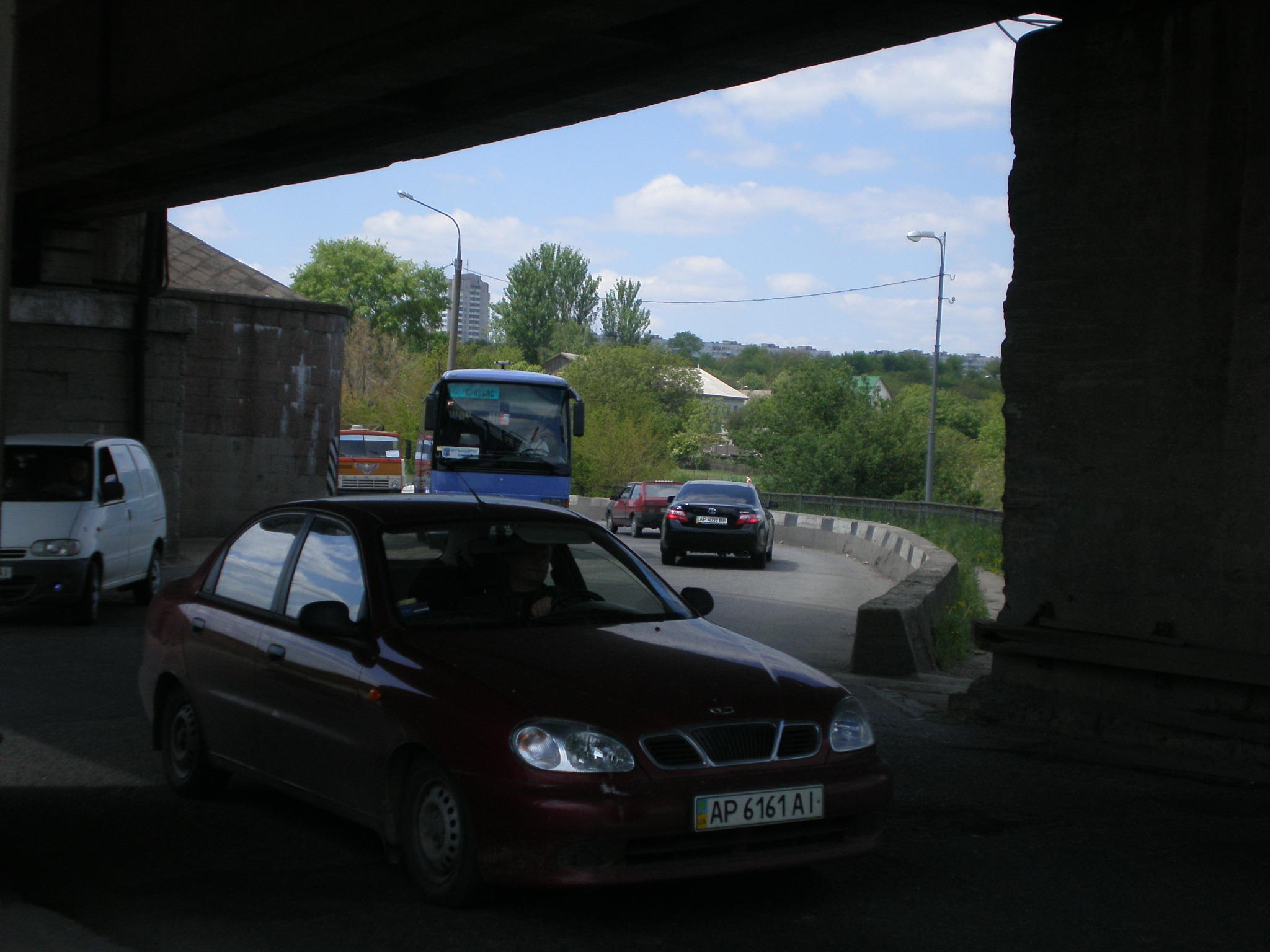
Заїзд на II міст Преображенського
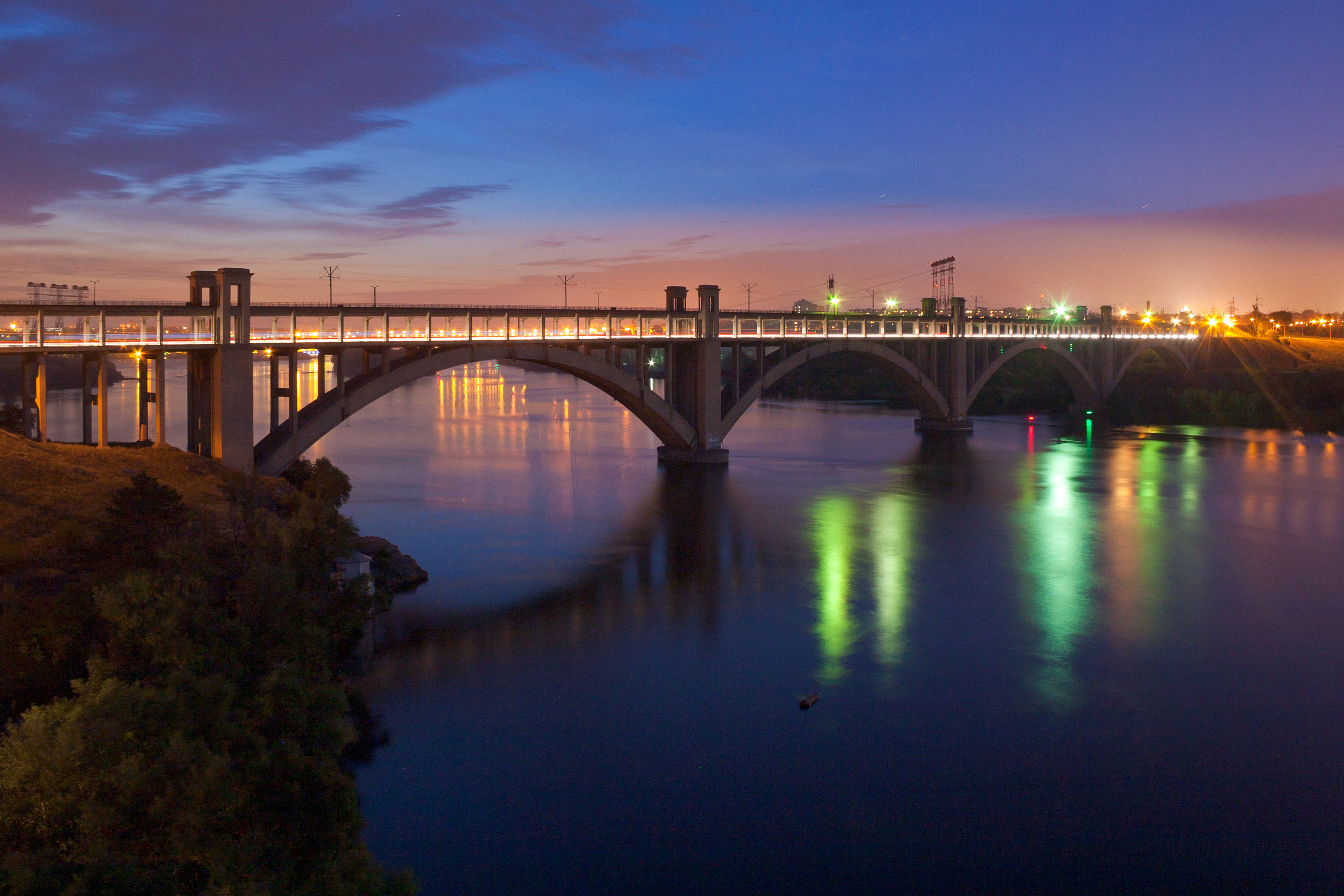
Вечір над Дніпром
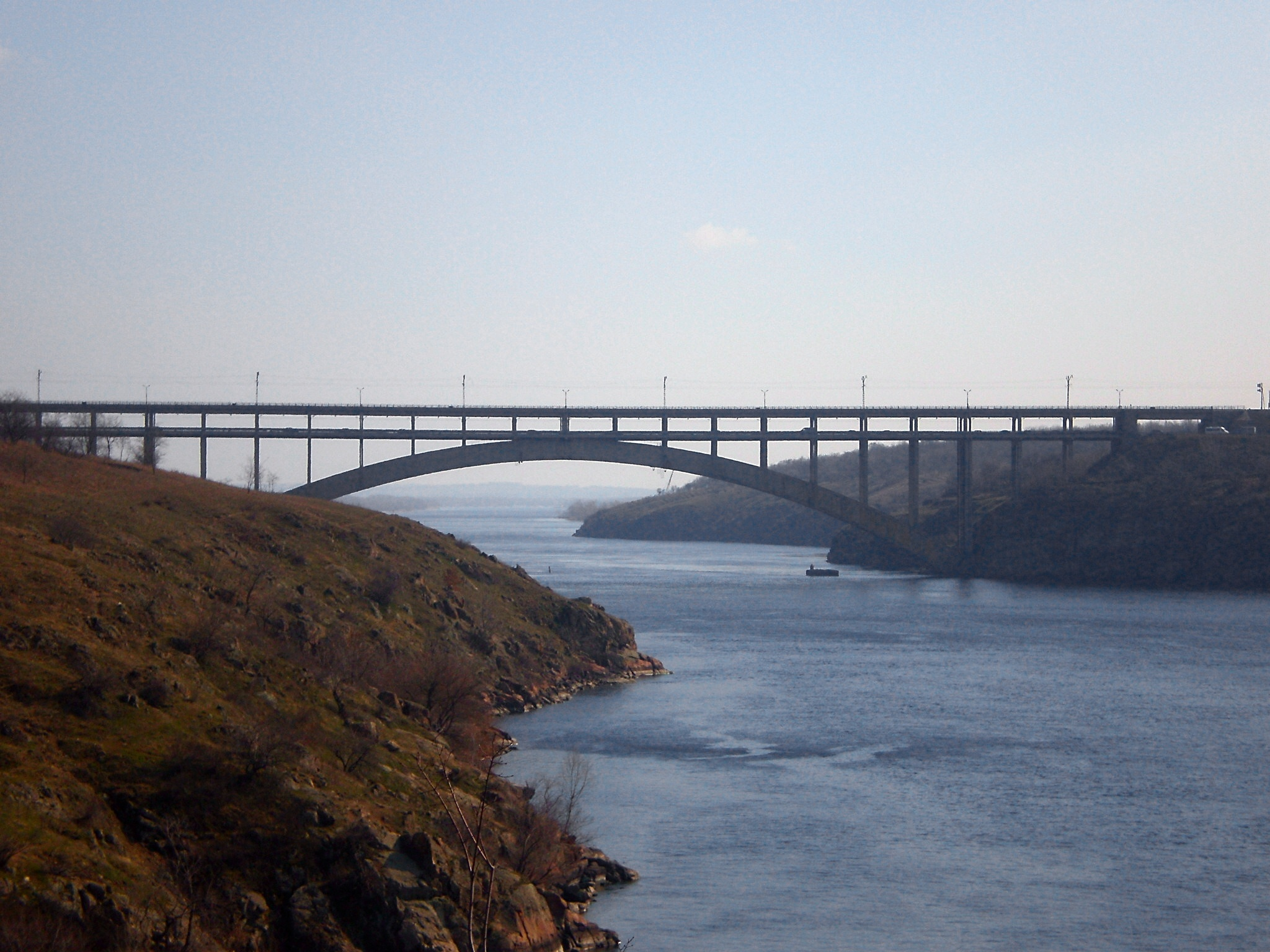
II міст Преображенського через Старий Дніпро

## Характеристика мостів

### I міст Преображенського
Чотириарковий двоярусний міст через нове русло Дніпра. Довжина мосту становить 560 метрів, висота — 54 метри.

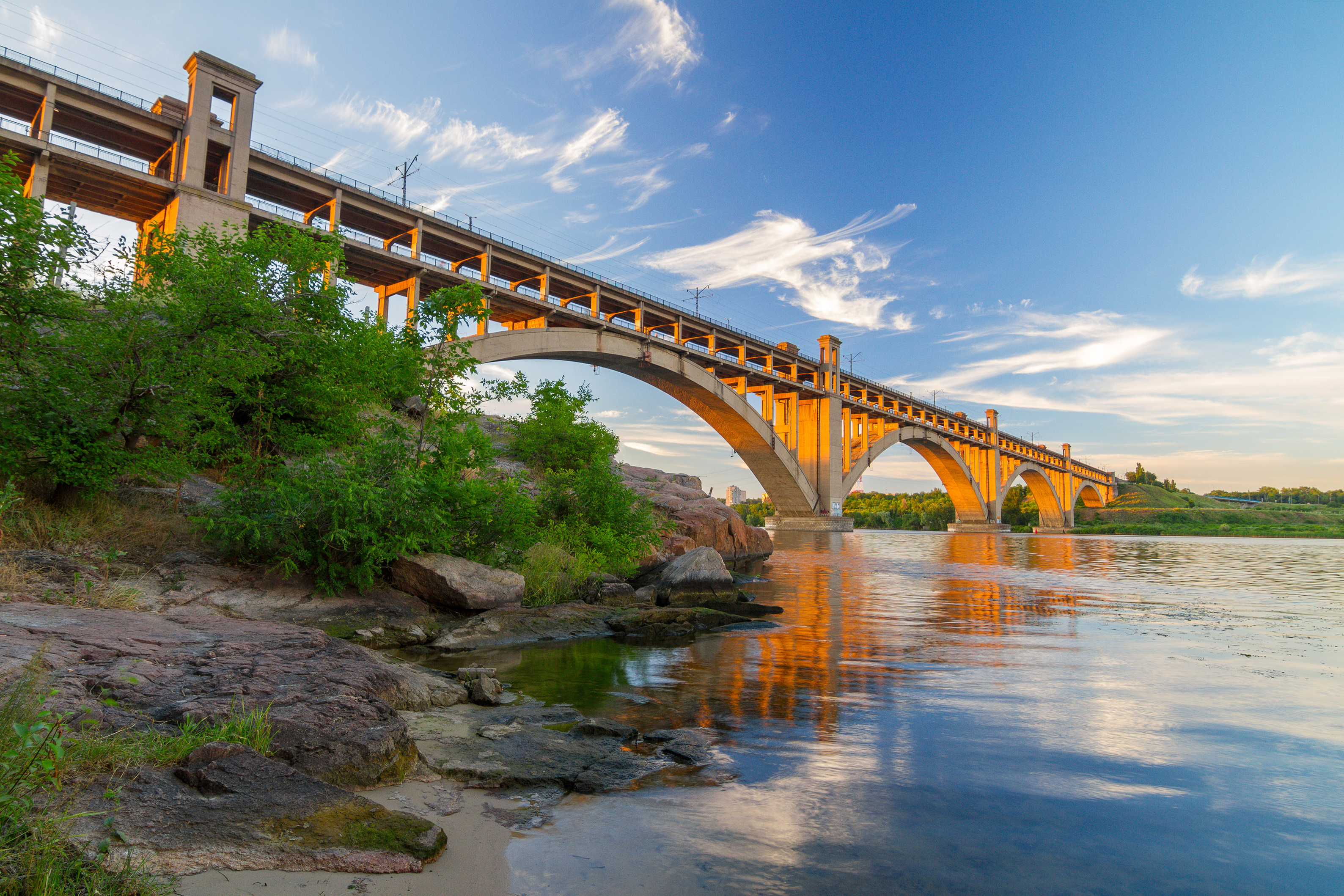
Там, де закінчуються хмари
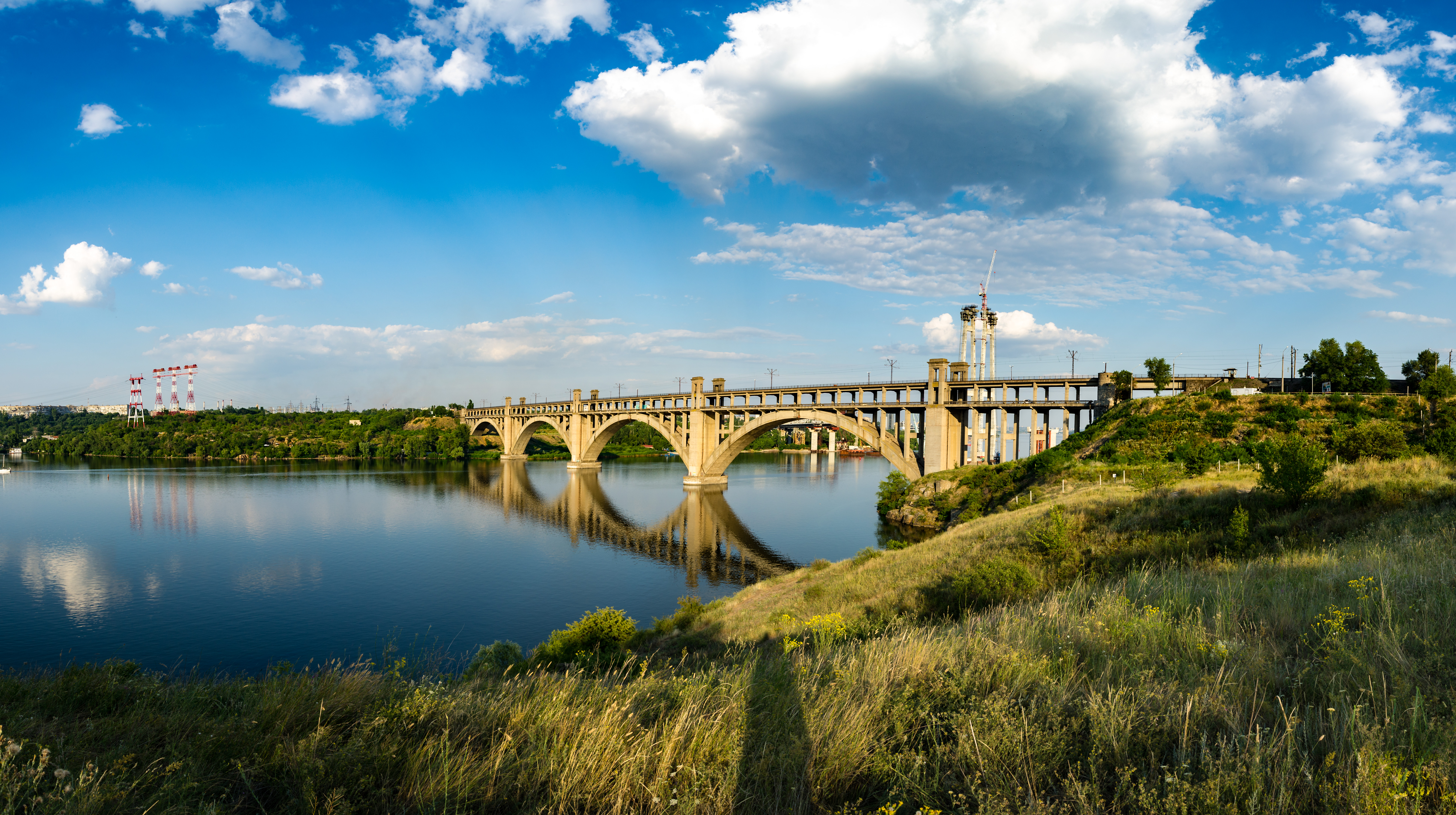
Вигляд на міст з боку острова Хортиця

З 20 листопада 2023 року заїзд на І міст Преображенського здійснюється з двох напрямків — з Прибережної автомагістралі та вулиці Сергія Тюленіна. Регулювання руху на зазначених ділянках здійснюється світлофорами та дорожніми знаками.

### II міст Преображенського
Одноарковий двоярусний міст через старе русло Дніпра. Довжина мосту становить 228 метрів. Міст був найдовшим арковим мостом України до побудови у 1974 році ще одного аркового мосту через Дніпро в Запоріжжі.

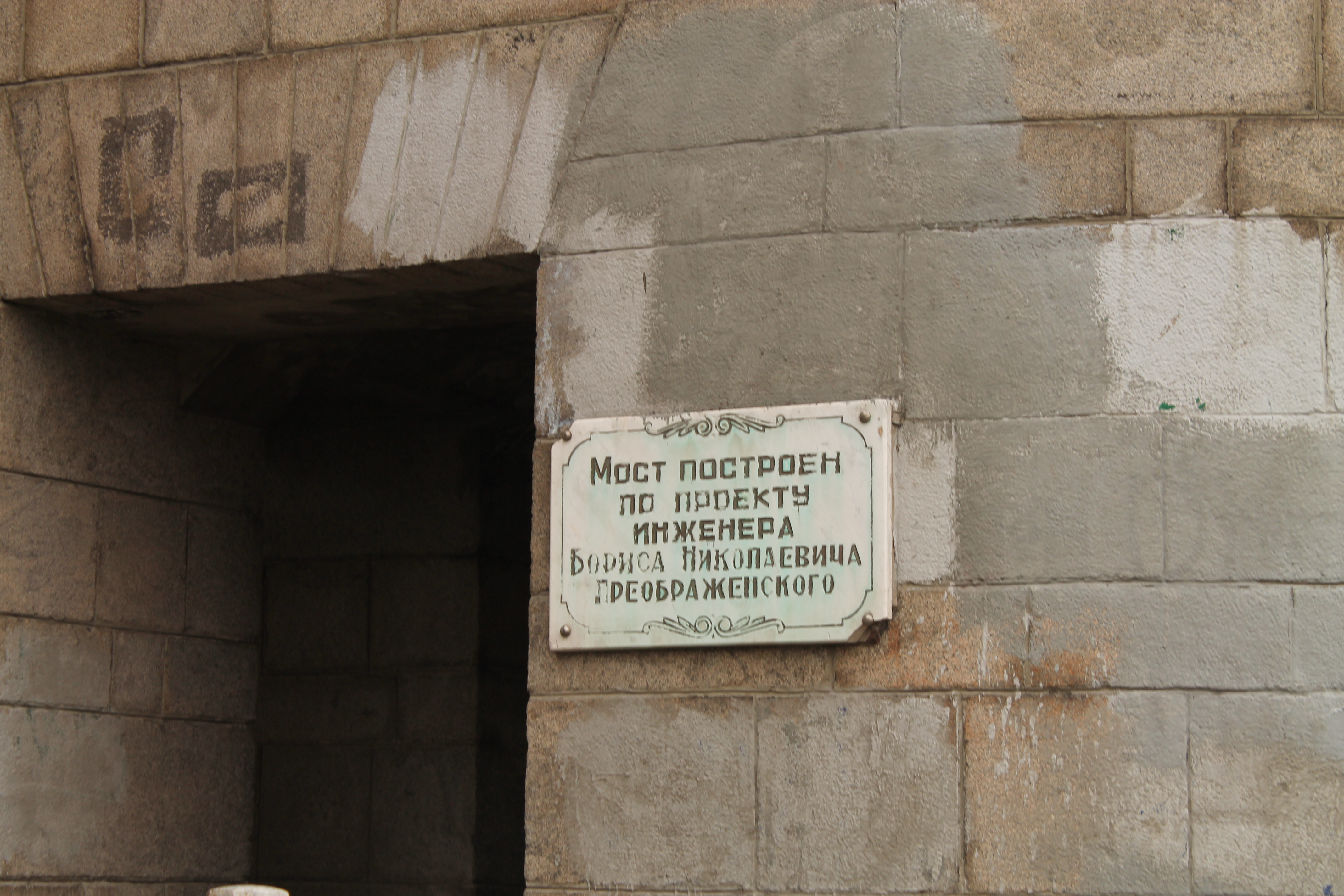
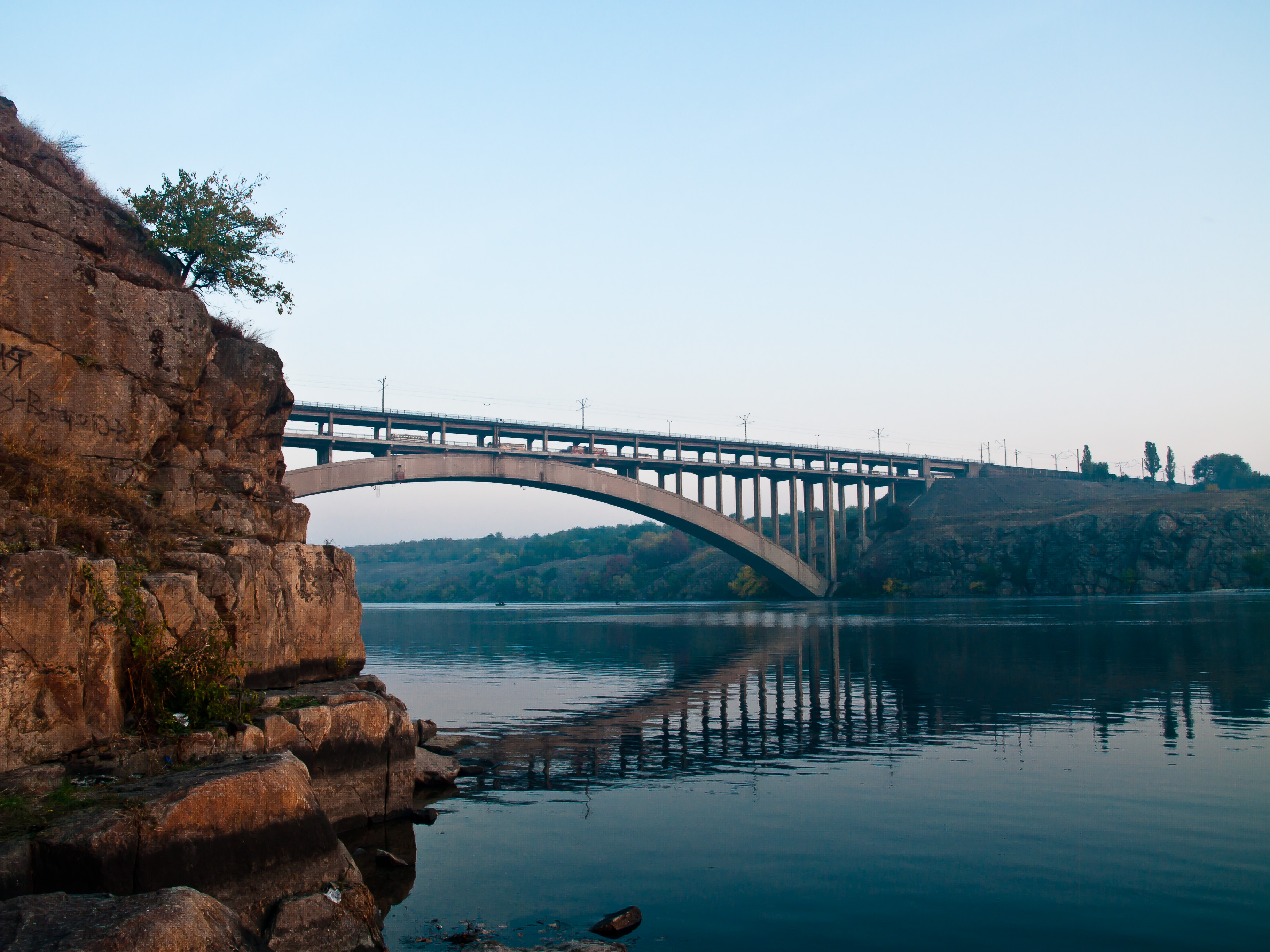
Одноарковий міст через Старий Дніпро
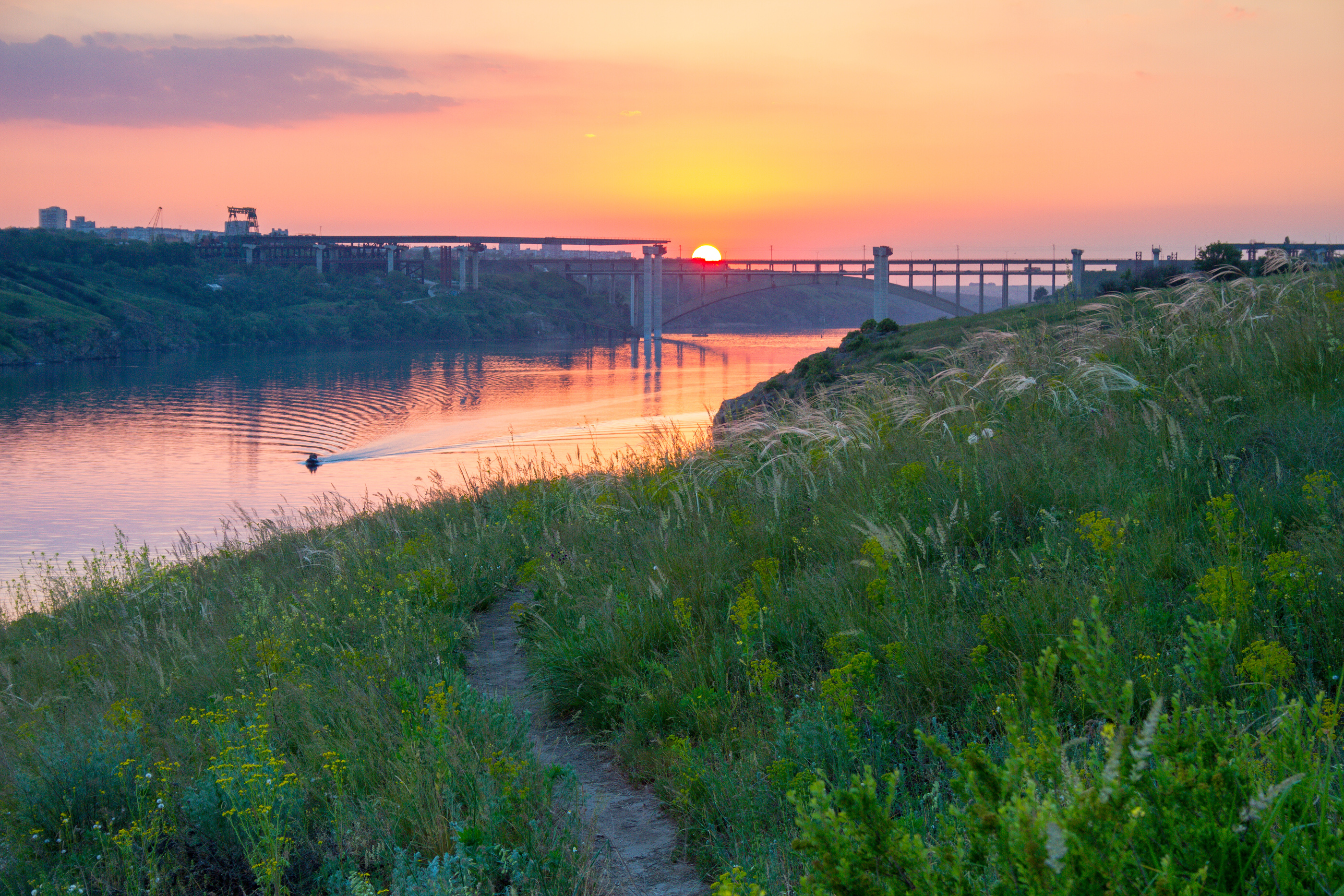
Заповідний степ
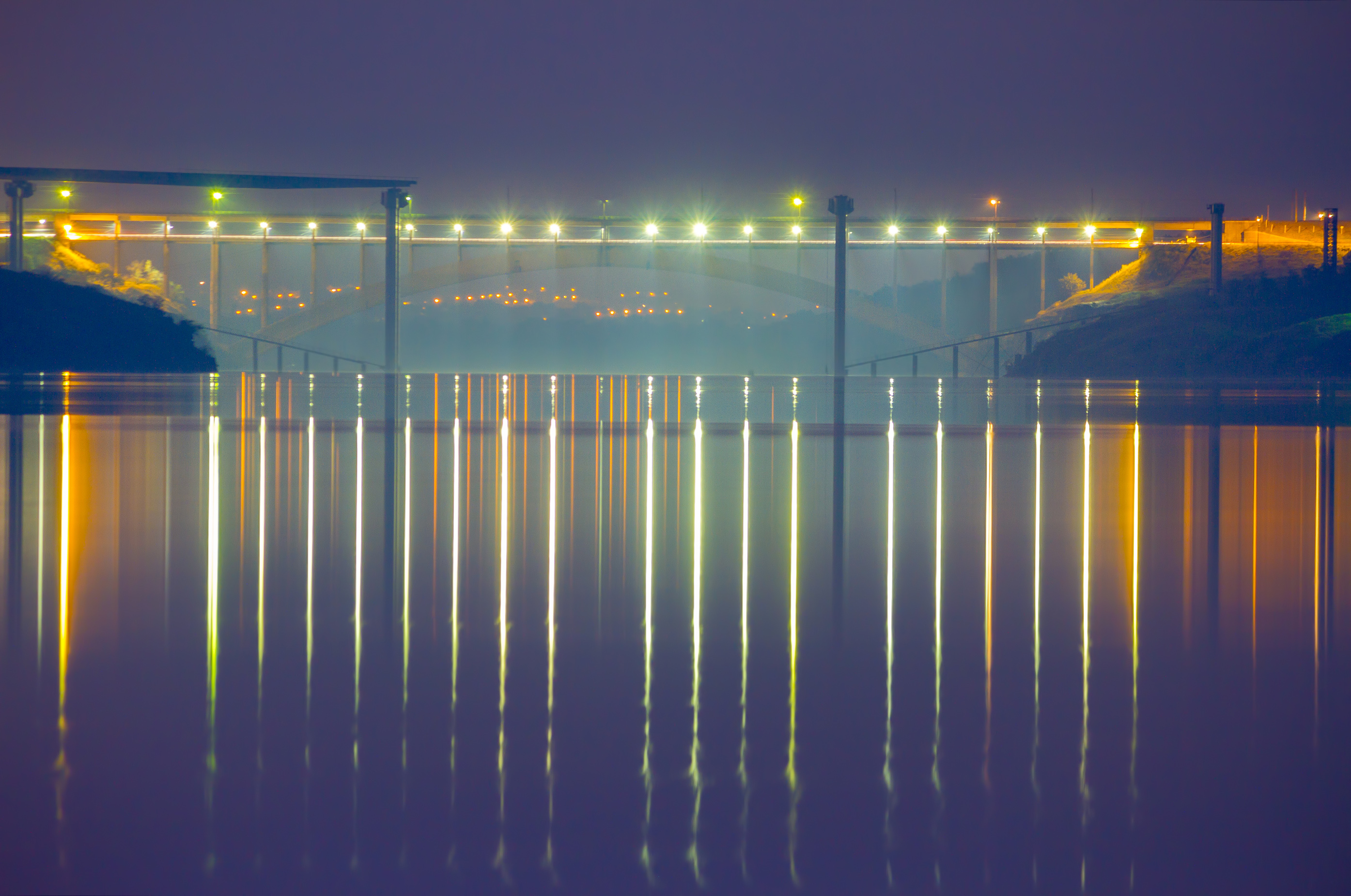
Вогні нічного мосту

Склепіння мостів розраховані на спільний вплив залізничного та автотранспортного навантаження. В естетичному вигляді мостів важливу роль відіграє поєднання аркових конструкцій із вертикалями потужних залізобетонних опор.

## Сьогодення
Мости Преображенського в першу чергу будувалися як автомобільна та залізнична переправа через Дніпро і повинні були з'єднати Кривий Ріг з Донбасом. На той час не існувало багато автомобілів, тому мости будувалися односмуговими. Проте за п'ятдесят років на правому березі Дніпра виріс житловий Хортицький район, жителі якого працюють на лівому березі. Через збільшення трафіку та навантаження, прискорилась руйнація мостів Преображенського. Так відбувається руйнація гідроізоляції та деформаційних швів, міст покрився тріщинами, від опір відпадають шматки бетону. Іншою проблемою мостів є винекнення частих дорожніх заторів, через те що виїзди та заїзди з мостів побудовані під прямим кутом, через, що автомобілям доводиться скидати швидкість щоб заїхати на міст.

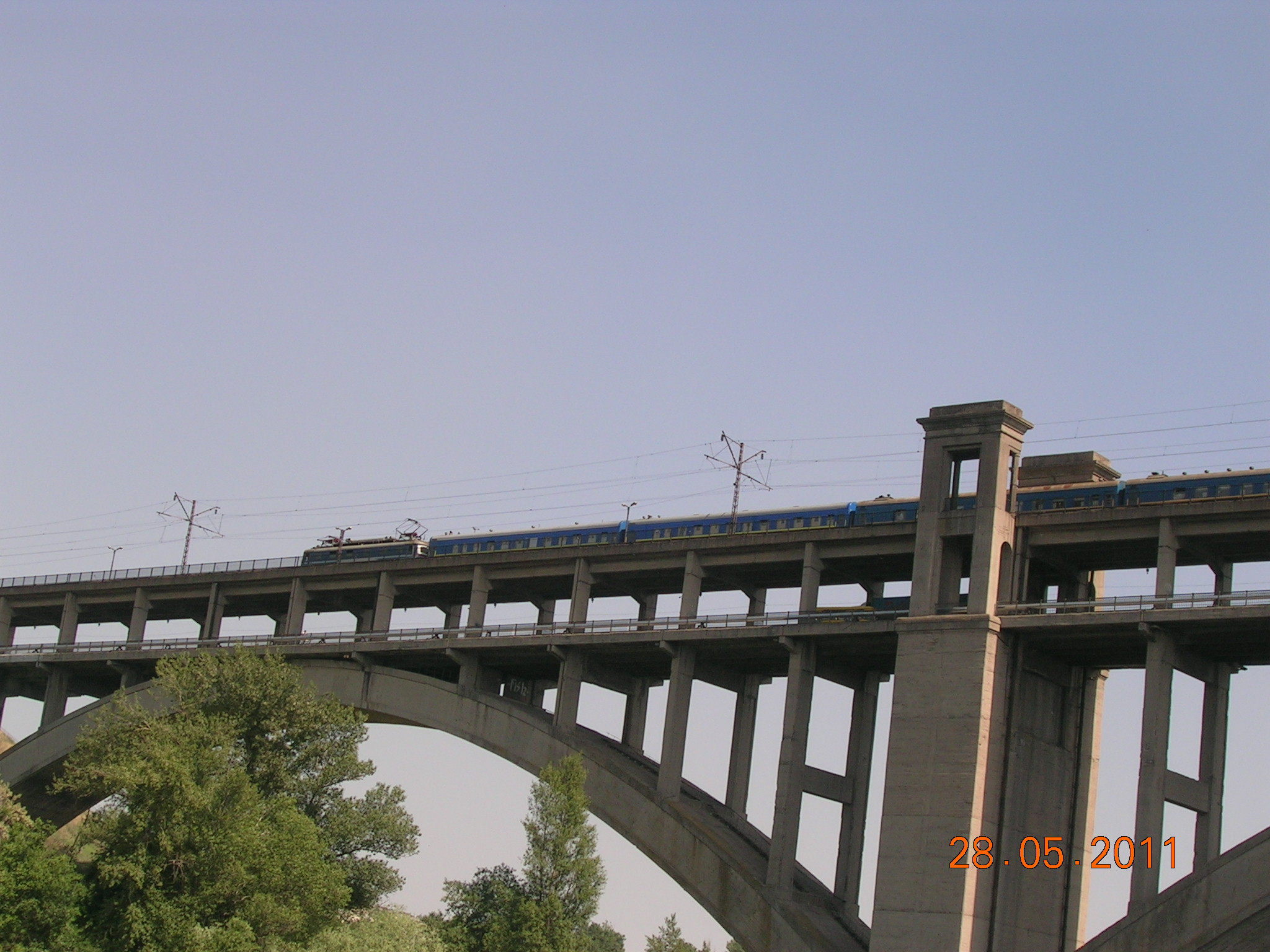
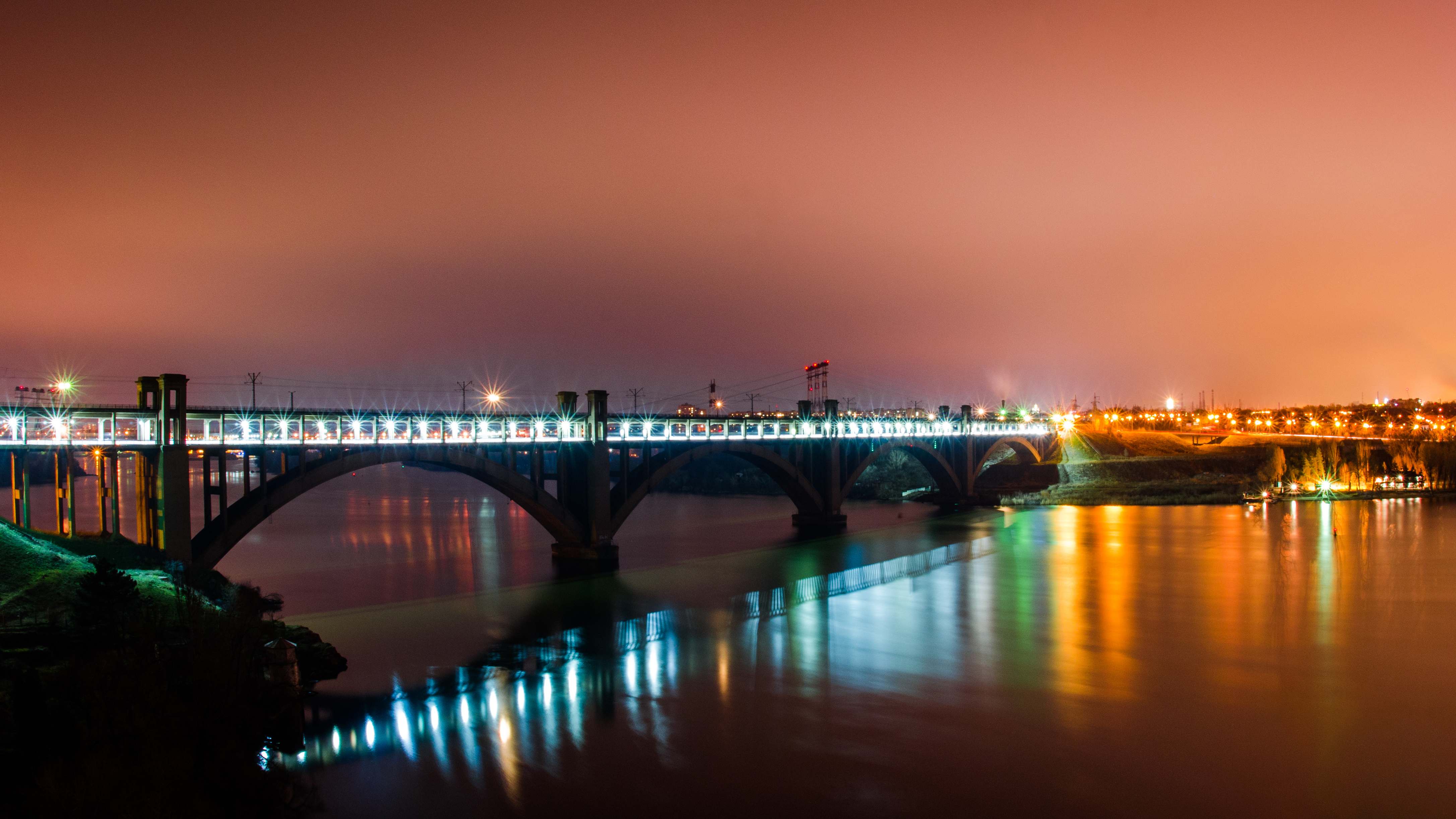
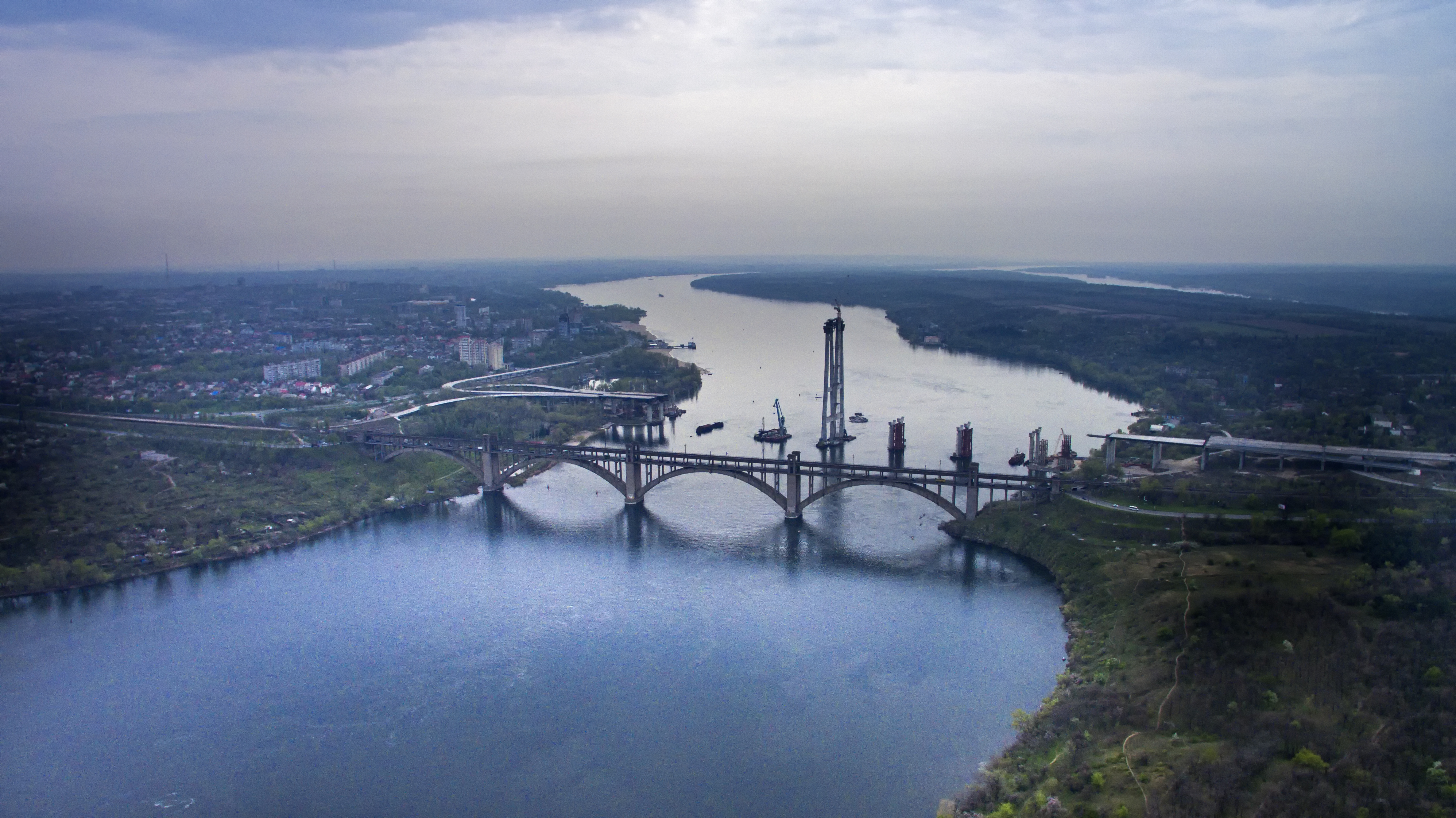

Наприкінці жовтня 2021 року «Укрзалізниця» спільно з Придніпровською залізницею оголосила тендер на обстеження залізничних мостів. До переліку мостів, які перевірятимуть потрапили два запорізькі: через Старий та Новий Дніпро.

### Російсько-українська війна
21 квітня 2022 року близько 13 години на острів Хортиця неподалік мосту впала перша російська крилата ракета. У цей час мостом їхав евакуаційний потяг Запоріжжя — Львів, в якому вибуховою хвилею вибило вікна чотирьох вагонів. Також вилетіли вікна автівок, які рухалися мостом.
О 13:30 росіяни завдали другий удар ракетою, яка також влучила в острів Хортиця. Внаслідок нього пошкоджена будівля санаторію-профілакторію одного з підприємств. Постраждало 8 громадян.
Обласна військово-цивільна адміністрація повідомила, що «противник в черговий раз намагався завдати шкоди інфраструктурі міста Запоріжжя шляхом ракетних ударів».

## На монетах, марках і в іграх
- Міст Преображенського, разом з кам'яними бабами, зображений на монеті Національний заповідник «Хортиця» з серії «12 чудес України», яка викарбувана на Островах Кука[12].
- Мосту Преображенського присвячена марка України номіналом 45 копійок, випущена 25 серпня 2004 року в блоці з Дарницьким мостом в Києві, Інгульськими мостом та Варварівським мостом в Миколаєві[13].
- Міст Преображенського присутній в локації «Затон» комп'ютерної гри «S.T.A.L.K.E.R.: Поклик Прип'яті»[14].

## Галерея

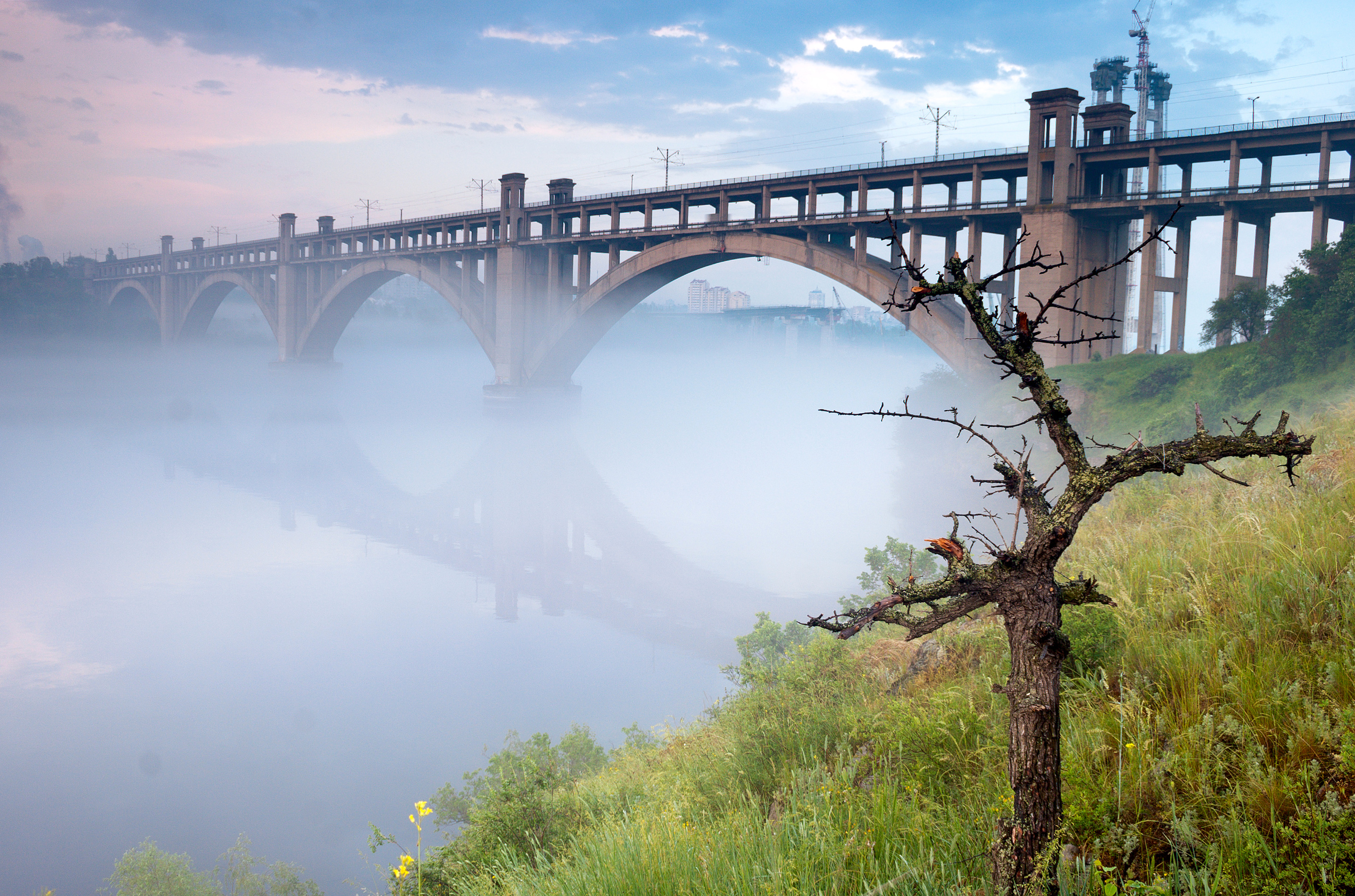
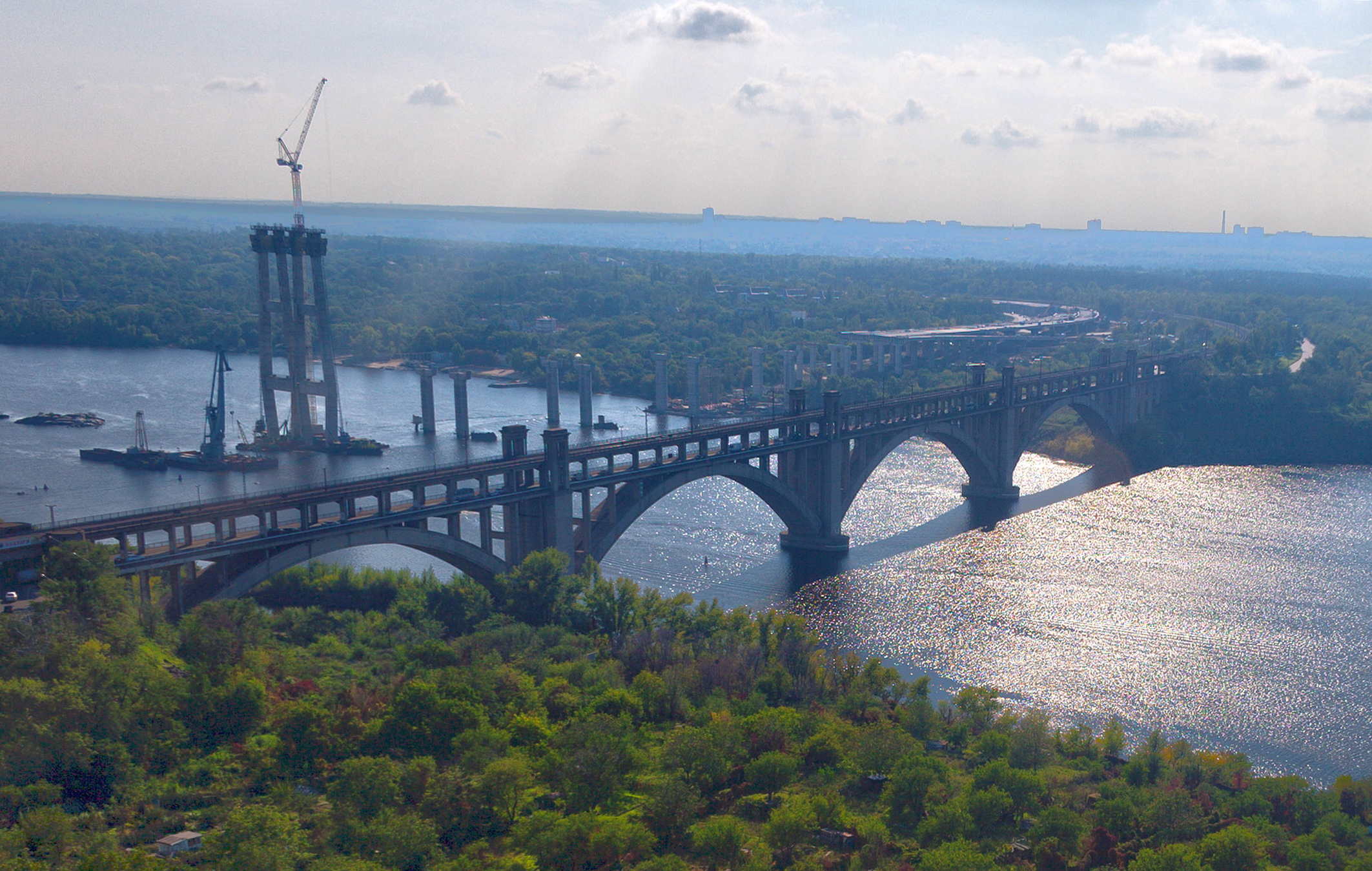
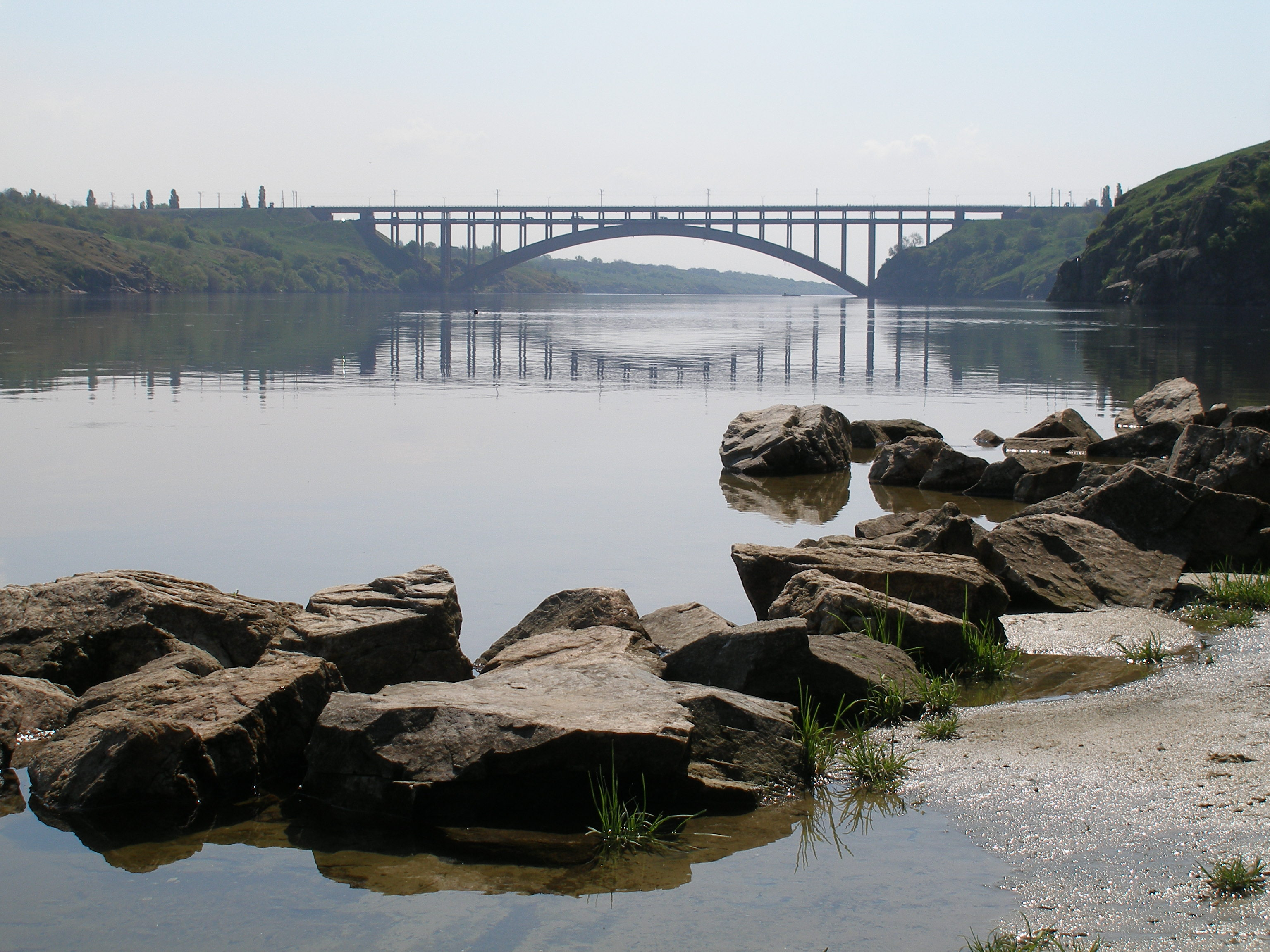
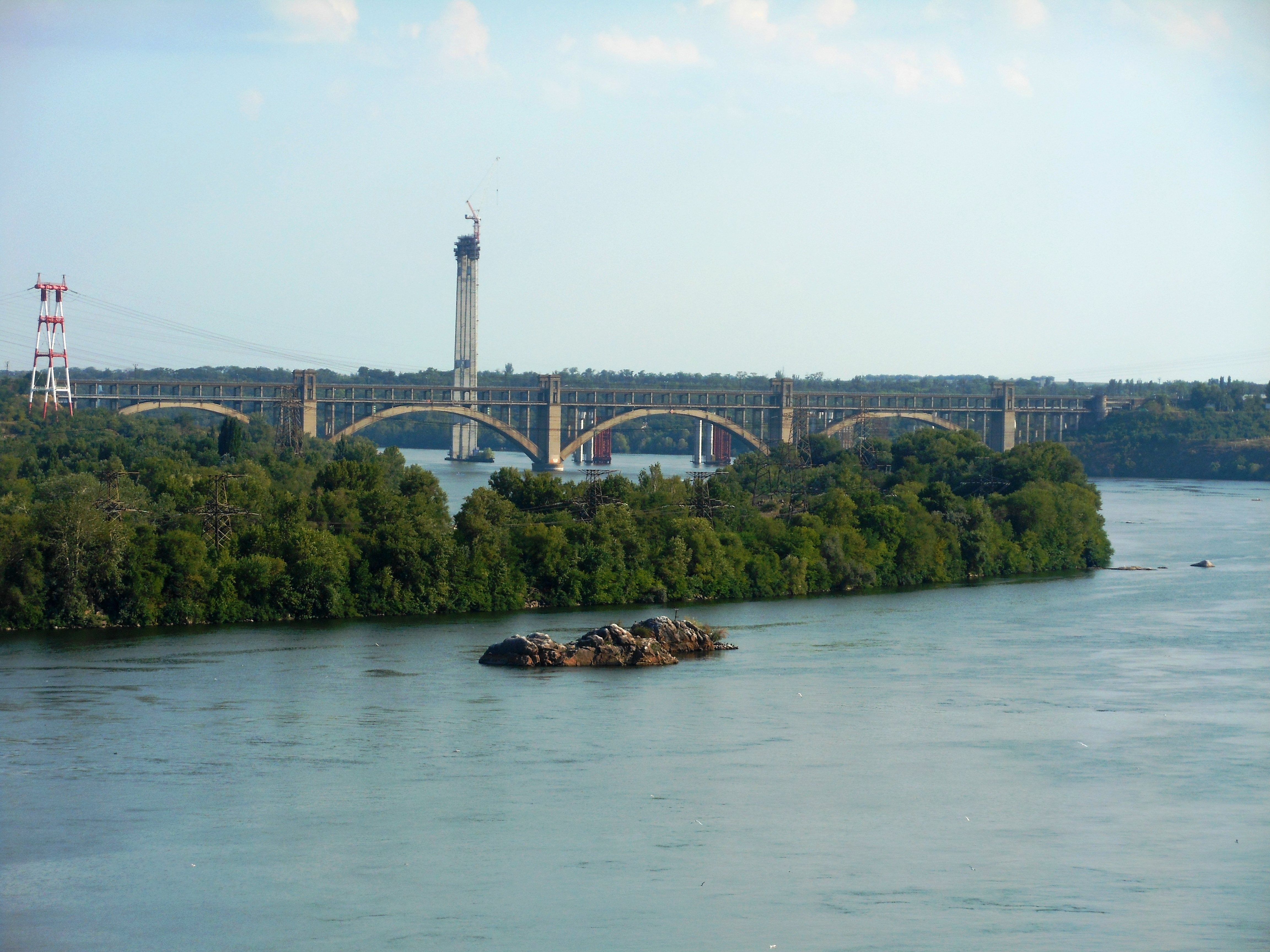